# 旬邑県
旬邑県（じゅんゆう-けん）は中華人民共和国陝西省咸陽市に位置する県。

## 行政区画
- 街道:城関街道
- 鎮:土橋鎮、職田鎮、張洪鎮、太村鎮、鄭家鎮、湫坡頭鎮、底廟鎮、馬欄鎮、清塬鎮